# Jaera (Jaera) danubica
Jaera (Jaera) danubica là một loài chân đều trong họ Janiridae. Loài này được Brtek miêu tả khoa học năm 2003.